# Davi (football, mars 1984)
Pour les articles homonymes, voir Davi.
Davi José Silva do Nascimento est un footballeur brésilien né le 10 mars 1984. Il est attaquant.

## Palmarès
- Champion de J. League 2 en 2007 avec le Consadole Sapporo
- Champion de l'État de Bahia en 2005 avec l'Esporte Clube Vitória
- Vainqueur de la Coupe Sheikh Jassem du Qatar en 2009 avec l'Umm Salal
- Finaliste de la Coupe du Qatar en 2010 avec l'Umm Salal
- Champion de J. League 2 en 2012 avec le Ventforet Kofu